# Tamilen

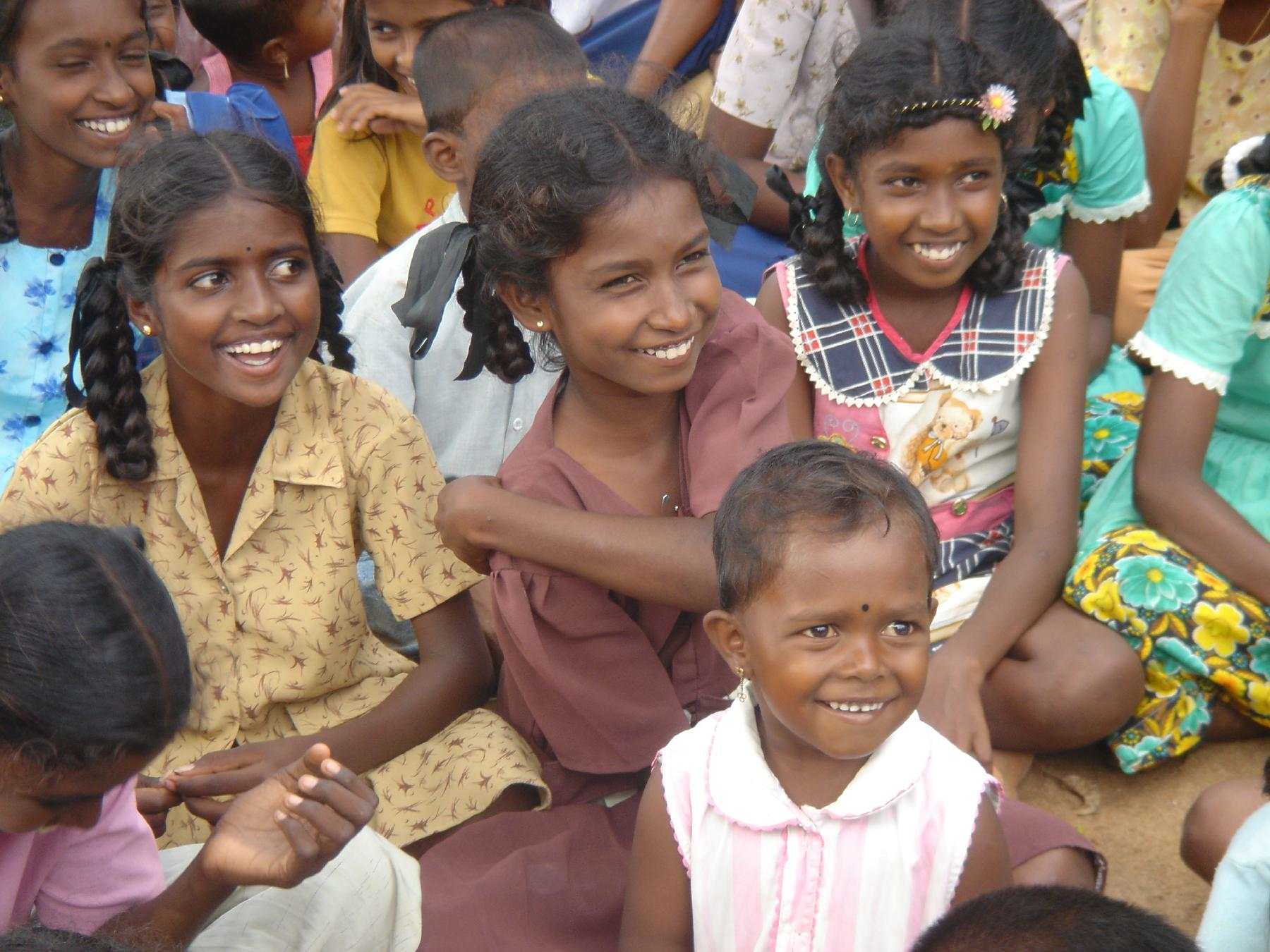
Tamilische Mädchen in Kalmunai, Sri Lanka

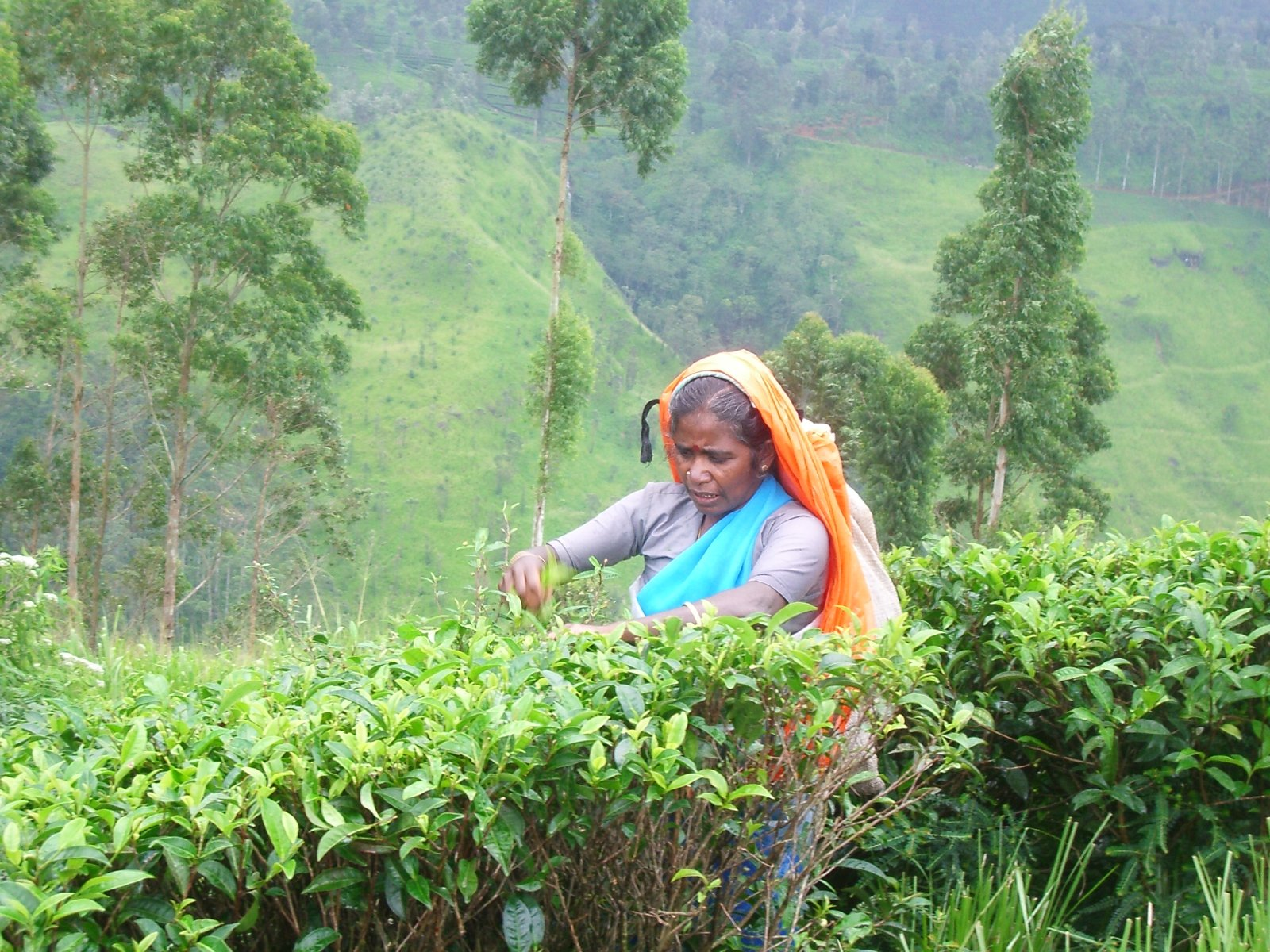
Hochlandtamilin auf Sri Lanka beim Teepflücken

Die Tamilen (Tamil தமிழர் tamiḻar [ˈtamɨɻɑr]) sind ein dravidisches Volk vom indischen Subkontinent mit einer mehr als zwei Jahrtausende zurückreichenden Geschichte.

## Allgemeines
Die ältesten tamilischen Gemeinschaften leben im südindischen Bundesstaat Tamil Nadu und im Norden Sri Lankas. Zudem leben seit mehreren Generationen zahlreiche Tamilen als Immigranten in Ländern wie Malaysia, Südafrika, Singapur oder Mauritius. Der Bürgerkrieg in Sri Lanka hat seit den 1980er Jahren zur Entstehung nennenswerter tamilischer Gemeinschaften in Kanada, Großbritannien, Frankreich, Deutschland, Norwegen und der Schweiz beigetragen; weltweit gibt es schätzungsweise 79 Millionen Angehörige dieses Volkes.
Tamilische Künste (siehe Tamilische Kultur) haben in bedeutender Weise zu den kulturellen Errungenschaften Indiens beigetragen – die tamilische Sprache ist eine der ältesten Schriftsprachen Indiens. Deren älteste Texte stammen aus dem 3. Jahrhundert v. Chr. Klassische Musik, klassische Tänze sowie Tempelbau und Bildhauerei der Tamilen werden noch heute gelehrt und praktiziert. Die tamilische Sprache kann auf eine eigenständige Literaturgeschichte von über 2000 Jahren zurückblicken. Sie gilt damit als einzige indische Sprache gleichzeitig als klassisches und modernes Idiom.
Anders als viele andere Völker wurde die Gesamtheit der Tamilen meist nicht von einer einzigen politischen Macht regiert. Tamilakam, der traditionelle Name für das Gebiet der Tamilen, war lediglich im Zeitraum zwischen dem 9. und 12. Jahrhundert unter dem Chola-Reich politisch vereint.
Die tamilische Identität wurde und wird primär linguistisch definiert, obgleich in der heutigen Zeit auch die Tradition und die Kultur als konstituierendes Merkmal angesehen werden, da viele Emigranten die Sprache selbst nicht mehr beherrschen, sich aber dennoch als Tamilen sehen.
Tamilen sind ethnisch, sprachlich und kulturell mit den anderen dravidischen Völkern Südindiens verwandt.

## Geschichte

### Prähistorisches Zeitalter

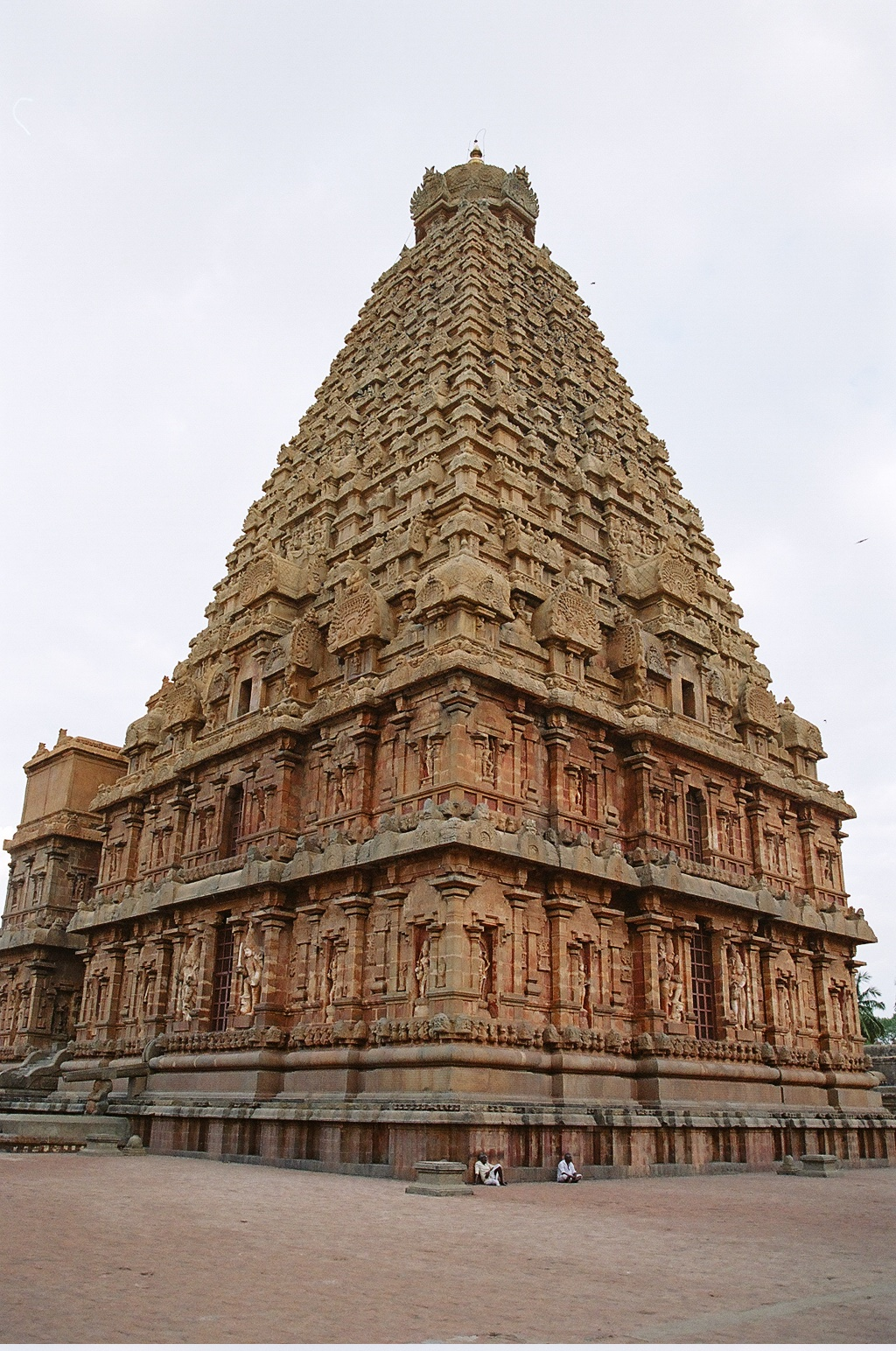
Der große Tempel von Thanjavur (gebaut während der Chola-Ära).

Der Ursprung der Tamilen ist – wie der anderer dravidischer Völker – weitestgehend unbekannt. Genetische und archäologische Hinweise weisen jedoch auf eine mögliche Migration dravidischer Stämme von Vorderasien aus nach Indien während des 6. Jahrtausends v. Chr. hin. Die ältesten eindeutigen Beweise für die Anwesenheit der Tamilen im heutigen Tamil Nadu sind die megalithischen Urnenbestattungen aus dem 1. Jahrtausend v. Chr., die an verschiedenen Orten Tamil Nadus gefunden wurden. Diese Urnenbestattungen finden sich in klassischen Tamiltexten wieder und werden daher als konkrete Beweise für die Existenz der Tamilen in dieser Zeitperiode im Süden Indiens angesehen.

### Klassisches Zeitalter

Herrschaftsgebiet der Cholas (ca. 1025 n. Chr.)

Seit dem 3. Jahrhundert v. Chr. herrschten drei Dynastien über das tamilische Siedlungsgebiet: Chola, Chera und Pandya, von denen jede ein eigenständiges Königreich darstellte. Seit dem 3. Jahrhundert v. Chr. blühte die antike tamilische Sangam-Literatur. Klassische Tamiltexte und Inschriften berichten auch von kleineren autonomen Regionen, die von verschiedenen Kleinfürsten geführt wurden; Konflikte zwischen den Königen und den Fürsten waren keine Seltenheit. Die Könige und Fürsten waren die Förderer der tamilischen Künste und es existiert ein umfangreicher Literaturkanon aus dieser Epoche, die überdies bezeugt, dass viele kulturelle Bräuche spezifisch für die Tamilen waren.
Die Landwirtschaft war zentrales Element der tamilischen Kultur dieser Epoche und es gibt Beweise dafür, dass schon zu Anfang des 2. Jahrhunderts n. Chr. Bewässerungsanlagen gebaut wurden. Der Handel mit anderen Völkern florierte zu dieser Zeit und es existieren Belege für intensive Handelsbeziehungen mit dem römischen Reich (so wurden große Mengen an römischen Münzen und Spuren von der Anwesenheit der Römer in der Nähe von Karur und Arikamedu gefunden) – zudem sollen von den Pandya-Königen wenigstens zwei Botschafter an den Hof Kaiser Augustus’ geschickt worden sein. Bei Ausgrabungen am Roten Meer gefundene Tonscherben mit tamilischer Inschrift weisen darauf hin, dass dort tamilische Kaufleute tätig waren.
Der Verfasser des altgriechischen Periplus Maris Erythraei berichtete sehr detailliert über die Häfen des Pandya und des Chera Reiches und nannte als Hauptexportartikel der antiken Tamilen schwarzen Pfeffer, Lorbeerblätter, Muskat, Perlen, Elfenbein, Seide, Diamanten, Saphire und Schildkrötenpanzer.
Das klassische Zeitalter endete im 4. Jahrhundert n. Chr. mit der Invasion der Kalabhra. Diese Epoche wird als das dunkle Zeitalter der Tamilen bezeichnet und endete mit dem Aufstieg der Pallava-Dynastie.

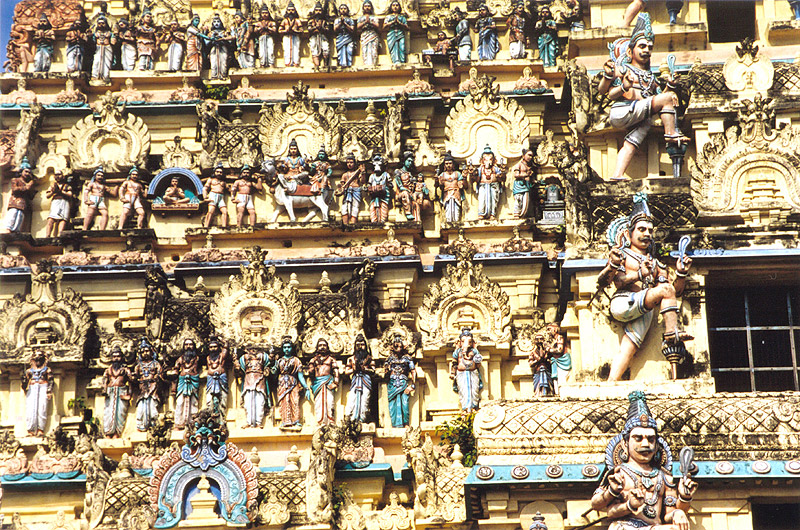
Detail vom Nataraja-Tempel in Chidambaram
Die tamilischen Könige waren die Schutzherren der Kunst und bauten viele kunstvolle Tempel.

### Kaiserliches und nachkaiserliches Zeitalter

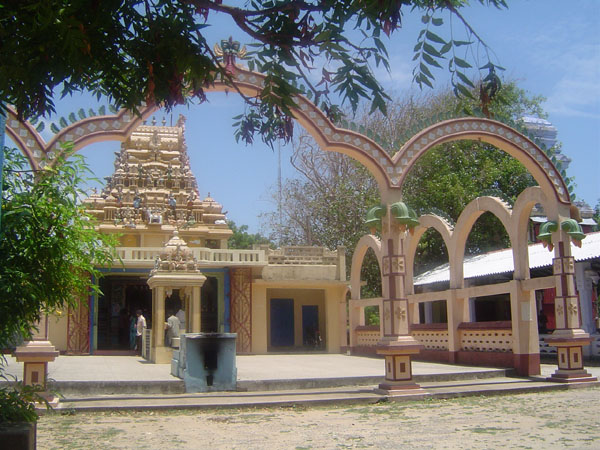
Der Muneeswaran Tempel in Jaffna

Obwohl Aufzeichnungen der Pallava bis ins 2. Jahrhundert n. Chr. zurückverfolgt werden können, fanden sie bis zum 6. Jahrhundert keine nennenswerte Erwähnung als kaiserliche Dynastie. Die Pallava waren ursprünglich keine Tamilen, übernahmen jedoch recht schnell die tamilische Kultur und Sprache. Sie adaptierten ferner die Modelle dynastischer Nachfolge der nordindischen Reiche wie z. B. das des Maurya- oder des Gupta-Reiches. So wurden aus den ehemals königlichen Dynastien nun eine kaiserliche Dynastie und es wurde versucht große Territorien zu einem Reich zu vereinen. Ursprünglich waren die Pallavas Buddhisten, konvertierten aber später zum Hinduismus und förderten als solche die Bhakti-Bewegung, um den wachsenden Einflüssen von Buddhismus und Jainismus entgegenzuwirken. Unter den Pallavas wurde der Bau großer und prachtvoller Tempel begonnen, die somit den Grundstein für die dravidische Tempelbaukunst legten.
Die Pallava-Dynastie wurde im 9. Jahrhundert vom wiedererstarkten Chola-Reich zu Fall gebracht. Die Chola wurden das dominante Reich Südasiens, deren Einflussbereich sich über ganz Südindien, Sri Lanka, Sumatra bis hin nach Thailand und Burma ausdehnte.:345–346
Ihr Ende kam mit dem Wiedererstarken der Pandya im 12. und 13. Jahrhundert. Die Herrschaft der Pandya endete im 15. Jahrhundert nach wiederkehrenden muslimischen Invasionen in Südindien.
Die westlichen Tamilregionen wurden, nachdem sowohl die Chola als auch die Pandya-Reiche im 13. Jahrhundert die Kontrolle über diese Gebiete verloren, politisch deutlich unabhängiger vom Rest der Tamilregionen. Dadurch entwickelte sich im Westen Südindiens eine dem Tamil unterschiedliche Sprache mit eigenständiger Literaturgeschichte – dies kann als Geburtsstunde des Malayalam angesehen werden. Nach dem Zerfall des Pandya-Reichs gab es keine größeren Zentralreiche mehr und Tamil Nadu wurde einige Zeit nur von Lokalfürsten regiert, wie z. B. von den Nayaks aus den heutigen Bundesstaaten Maharashtra und Andhra Pradesh. Ab dem 17. Jahrhundert begannen europäische Mächte Handelsposten und Niederlassungen zu errichten; im 18. Jahrhundert hat es daher Konflikte zwischen Franzosen, Briten und Dänen um die Vorherrschaft in Tamil Nadu gegeben, die schließlich Ende des 18. Jahrhunderts die Briten für sich entscheiden konnten.

### Tamilen in Sri Lanka
Unter Historikern gibt es wenig Übereinstimmung über die Geschichte des tamilsprechenden Teils Sri Lankas. Singhalesische Historiker behaupten, dass es keine organisierte Präsenz der Tamilen auf Sri Lanka gab, bis im 10. Jahrhundert das Chola-Reich die Herrschaft über Sri Lanka errang, wohingegen tamilische Historiker entgegnen, dass die Tamilen die ursprünglichen Bewohner der Insel seien und diese Araipadi und Elapadi genannt wurden. Keine dieser Behauptungen ist historisch belegbar.
Als Tatsache angesehen wird jedoch, dass seit dem 2. Jahrhundert v. Chr. tamilische Königreiche in Indien in sri-lankische Angelegenheiten involviert waren. Ferner gibt es Beweise dafür, dass tamilische Kaufleute im 1. Jahrhundert v. Chr. in Anuradhapura waren und sich dort auch niedergelassen haben. Mit der Annexion Sri Lankas im 10. Jahrhundert durch das Chola-Reich ließ sich eine nennenswert große, tamilische Bevölkerungsgruppe auf der Insel nieder.
Nach dem Ende der Chola-Besetzung Ende des 11. Jahrhunderts stellte sich die Polonnaruwa-Monarchie wieder her. 1215 gründete die Arya-Chakaravarthi-Dynastie ein unabhängiges Königreich auf der Jaffna-Halbinsel und Teilen Nord-Sri-Lankas. Die Arya-Chakaravarthi-Dynastie herrschte über große Teile Nord- und Ost-Sri-Lankas, bis im Jahre 1619 die Portugiesen große Teile der Insel besetzten. 1796 wurde die ganze Insel Teil des Britischen Empires.
Von 1983 bis 2009 kam es zwischen tamilischen Separatisten, vor allem den Liberation Tigers of Tamil Eelam (LTTE), und der sri-lankischen Regierung zum Bürgerkrieg.

### Modernes Zeitalter

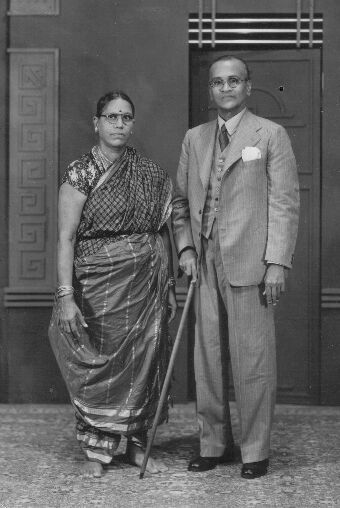
Tamilisches Brahmanenehepaar aus der Kolonialzeit.

Die britische Kolonialregierung fasste die verschiedenen tamilischen Gebiete Südindiens mit anderen Gebieten zur Madras Presidency zusammen, welche in Britisch-Indien integriert wurden. Gleichzeitig wurde der tamilische Teil Sri Lankas mit dem Rest der Insel zur Ceylon Colony ernannt und ebenfalls Teil Britisch-Indiens. Auch nach der Unabhängigkeit Indiens 1947 respektive Sri Lankas 1948 blieben diese beiden Verwaltungsstrukturen in ihrer Form bestehen; im Fall Sri Lankas sollte dies später einer der Gründe für den Ausbruch des Bürgerkriegs sein.
Mit der Unabhängigkeit Indiens 1947 wurde aus der Madras Presidency der Bundesstaat Madras, der 1956 im Rahmen des States Reorganization Act die Form des heutigen Tamil Nadus annahm. Der neue Bundesstaat wurde linguistisch getrennt und ermöglichte so eine weitestgehende Zusammenfassung der indischen Tamilen in einem Staat. Seinen heutigen Namen Tamil Nadu erhielt der Bundesstaat Madras im Jahr 1968.
Anfänglich wurden Stimmen laut, die einen unabhängigen Tamilenstaat im Süden Indiens forderten; so gab es unter anderem auch Demonstrationen gegen die Einführung von Hindi als Nationalsprache Indiens. Von tamilischer Seite wurde das Argument vorgebracht, dass man als Hinterlassenschaft der britischen Besetzung in der englischen Sprache schon längst eine Art Nationalsprache für Indien hätte und dass durch die Einführung des Hindi als Amtssprache viele Tamilen praktisch zu Analphabeten gemacht würden. Als Reaktion auf die heftiger werdenden Unruhen im Süden Indiens beschloss das Parlament die sogenannte three language formula, der zufolge es keine offizielle Nationalsprache Gesamtindiens gibt, sondern nur Amtssprachen in jedem einzelnen Bundesstaat. Demgemäß ist Englisch automatisch Amtssprache, zu der die vorherrschende Sprache der Bevölkerung des jeweiligen Bundesstaates und (optional) Hindi hinzukommen. Als Resultat gibt es daher in den Bundesstaaten Indiens insgesamt 22 offizielle Amtssprachen, wobei Englisch die Rolle einer lingua franca zufällt, während Hindi quasi-faktische Nationalsprache ist. Die offiziellen Amtssprachen des Bundesstaates Tamil Nadus sind Englisch und Tamil. Bedingt durch die föderale Struktur Indiens und die three language formula gibt es heutzutage kaum noch Bestrebungen nach einem unabhängigen Tamilenstaat in Indien.
In Sri Lanka führte die britische Herrschaft zur Bevorzugung der tamilischen Bevölkerungsminderheit hinsichtlich Bildung und Profession (etwa in der Kolonialverwaltung), was nach der Unabhängigkeit 1948 auf Seiten der singhalesischen Mehrheit als soziale Ungerechtigkeit wahrgenommen wurde. Daher kam es nach der Vereinigung des Landes zu Diskriminierungen der Sri-Lanka-Tamilen durch die mehrheitlich von Singhalesen gestellte Regierung; diese Diskriminierungen nährten seit den 1970er Jahren den Wunsch nach Autonomie und Selbstbestimmung unter der tamilischen Minderheit. Dieser Konflikt weitete sich Anfang der 80er zu einem Bürgerkrieg zwischen der Regierung Sri Lankas und den Rebellen der LTTE (Liberation Tigers of Tamil Eelam) aus, der bis 2009 anhielt. Zwar gab es 2002 ein Waffenstillstandsabkommen mit vielversprechenden Annäherungen beider Parteien, dieser wurde jedoch im August 2006 von beiden Seiten gebrochen und im Januar 2008 offiziell von der Regierung Sri Lankas aufgekündigt.

## Geographische Verbreitung

### Indische Tamilen

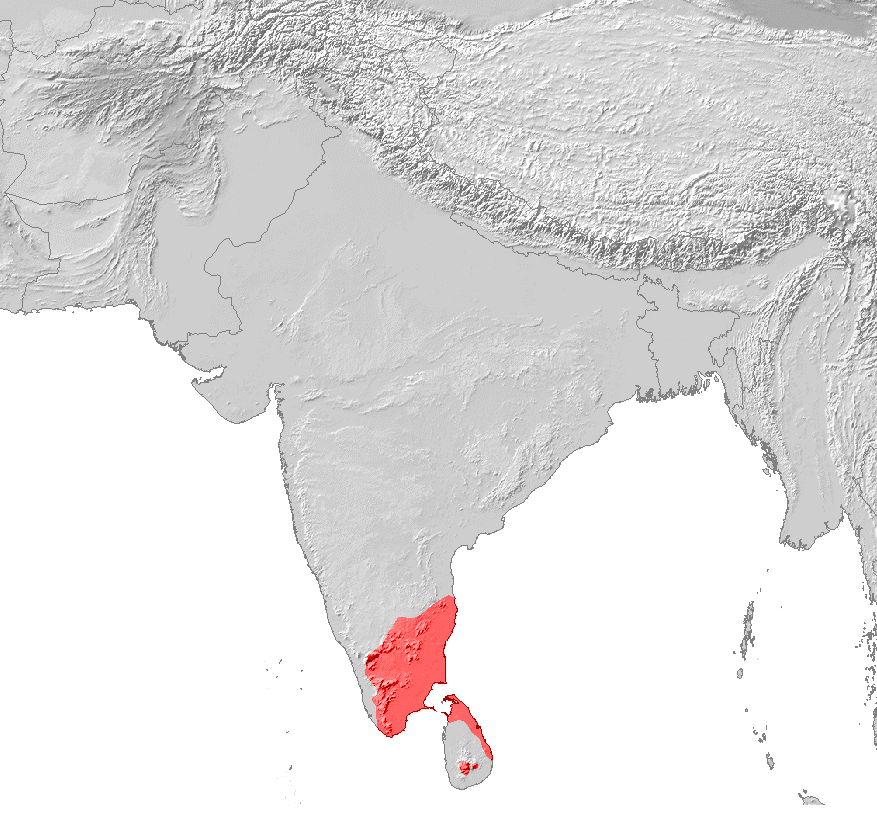
Geographische Verbreitung der Tamilen in Südasien

Die weitaus meisten indischen Tamilen leben im Bundesstaat Tamil Nadu. Zudem sind sie die Bevölkerungsmehrheit im Unionsterritorium Puducherry, eine ehemalige französische Kolonie, die heute eine subnationale Enklave in Tamil Nadu bildet. Tamilen stellen des Weiteren einen nennenswerten Anteil an der Bevölkerung der größten Städte Indiens, die sich – bedingt durch die nationale Wirtschaft – ohnehin aus vielen Ethnien zusammensetzt. Schließlich kommen noch die seit Jahrhunderten in den Gebieten von Kerala, Karnataka, Andhra Pradesh und Maharashtra lebenden Tamilen hinzu.

### Sri-Lanka-Tamilen
Es gibt heute in Sri Lanka zwei große tamilische Gruppierungen, die sich weniger durch ihre ethnische Zugehörigkeit denn durch ihre geographische Herkunft unterscheiden. Zur ersten Gruppe gehören die seit Jahrhunderten im Norden und Osten der Insel lebenden Sri-Lanka-Tamilen (auch Ceylontamilen genannt). Die zweite Gruppierung bezeichnet man als Indische Tamilen oder Hochlandtamilen, welche im 19. Jahrhundert unter der britischen Kolonialmacht aus Indien ins im Herzen Sri Lankas liegende Hochland gebracht wurden, um dort auf den Teeplantagen zu arbeiten. Ceylontamilen trifft man daher vorwiegend in den nördlichen und östlichen Provinzen Sri Lankas sowie in und um Colombo an, wohingegen Hochlandtamilen fast ausschließlich im zentralen Hochgebirge des Landes zu finden sind. Sowohl die Hochlandtamilen als auch die Ceylontamilen sahen sich als separate Gemeinschaften.
Durch ein Abkommen zwischen der sri-lankischen und der indischen Regierung erlangten 40 % der Hochlandtamilen die sri-lankische Staatsbürgerschaft. Die restlichen Hochlandtamilen wurden wieder in Indien repatriiert. Durch den ethnischen Konflikt haben sich Ceylontamilen und Hochlandtamilen angenähert und dadurch ein gemeinsames Bewusstsein ihrer tamilischen Identität entwickelt.
Es gibt einen erwähnenswerten Anteil an tamilisch sprechenden Muslimen (sogenannte Moors), die sich jedoch im Gegensatz zu den tamilischen Muslimen Indiens nicht als ethnische Tamilen sehen und daher als separate ethnische Gruppe gelistet werden.

### Tamilen in der Diaspora

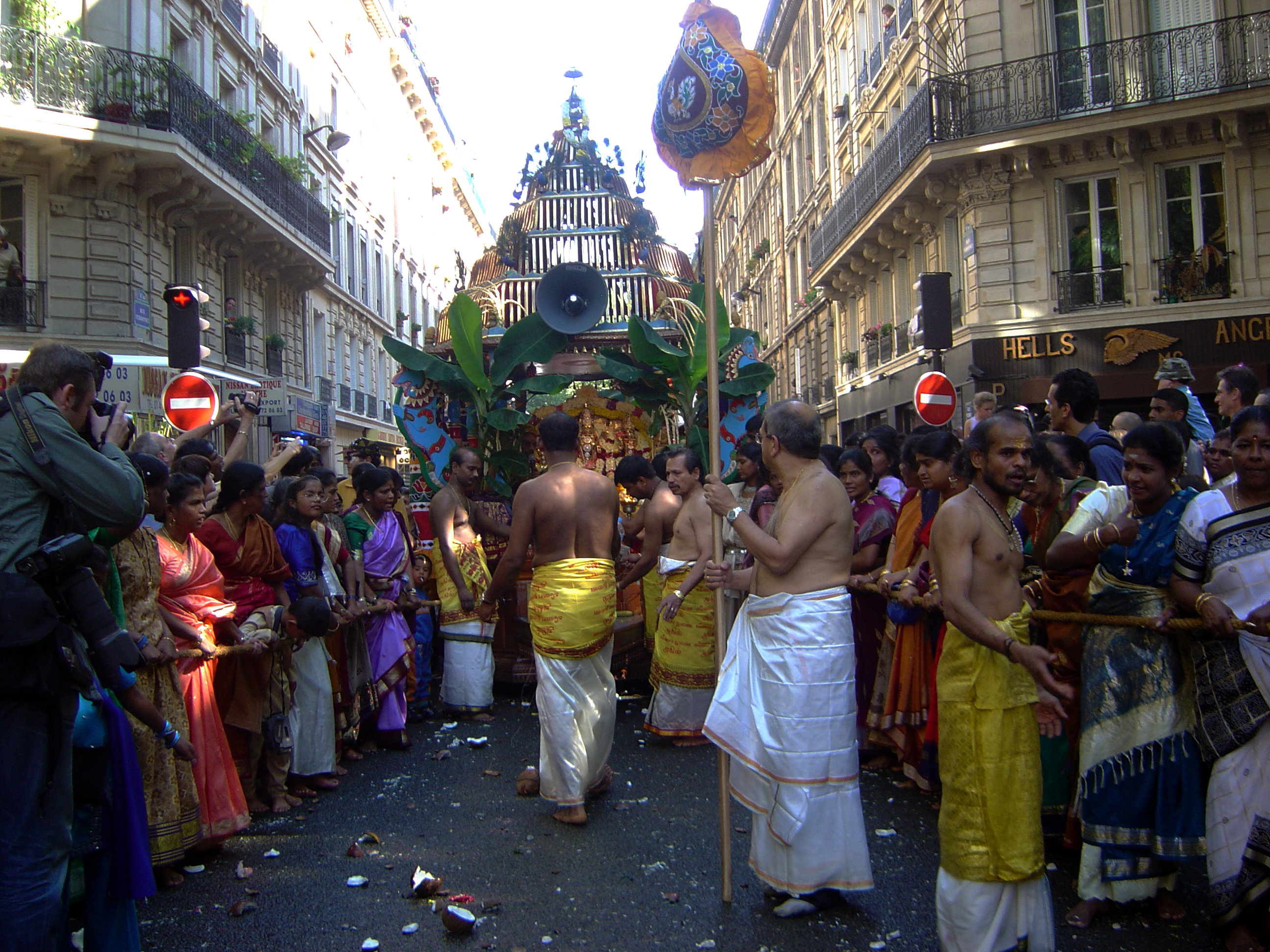
Tamilisches Fest in Paris

Seit dem 18. Jahrhundert gab es größere Emigrationswellen unter den Tamilen, da die britische Kolonialregierung viele arme Tamilen als sogenannte „indentured labourers“ in abgelegene Teile des britischen Empires brachten. Hieraus resultierte, dass Tamilen seit Generationen in Malaysia, Singapur, Südafrika, Réunion, Fidschi, Mauritius und der Karibik zu finden sind. Zur selben Zeit emigrierten tamilische Kaufleute auch in andere Teile des Empires, wie etwa Burma oder Ostafrika.
Noch heute leben Tamilen in diesen Ländern und haben sich einen Großteil ihrer Kultur, Identität und Sprache bewahrt – so gibt es etwa in Ländern wie Malaysia, Mauritius und Réunion Schulen, die ihren kompletten Unterricht auf Tamil halten. Zwar wird im multiethnischen Singapur Englisch als Unterrichtssprache benutzt, so lernen dennoch viele tamilische Kinder Tamil als Zweitsprache an ihrer Schule und obwohl Tamilen nur etwa 10 % der Bevölkerung Singapurs ausmachen, ist Tamil zu einer der offiziellen Sprachen des Stadtstaates erklärt worden. Andere tamilische Gemeinschaften, wie diejenigen in Fiji und Südafrika, beherrschen das Tamil zum Teil nicht mehr aktiv, verstehen es jedoch noch und haben sich nach wie vor einen starken Bezug zu ihrer tamilischen Identität und Kultur bewahrt.
Die letzte große tamilische Emigrationswelle geht seit den 1980er Jahren von Sri Lanka aus, da viele Tamilen dem Bürgerkrieg dort zu entfliehen versuchen. Die meisten Flüchtlinge flohen nach Australien, Europa, Nordamerika und Südostasien. Die größten Gemeinschaften außerhalb Südasiens sind heute in Durban, Toronto, London und Paris zu finden. Die größte tamilische Gemeinde in Deutschland befindet sich in Dortmund.
Der größte tamilische Hindutempel Kontinentaleuropas steht in Hamm (Sri-Kamadchi-Ampal-Tempel).
Die Aussicht auf bessere berufliche Perspektiven hat des Weiteren viele junge tamilische Berufstätige aus Indien dazu veranlasst, nach Europa oder in die USA auszuwandern.
Im Oktober 2021 erlitten 89 tamilische Flüchtlinge von Sri Lanka kommend vor dem Atoll Diego Garcia Schiffbruch. Auf dem unter britischer Kontrolle stehenden Atoll werden (Stand Januar 2024) noch etwa 60 Menschen festgehalten, die unter widrigsten Bedingungen in einem Areal mit Stacheldraht eingezäunt in Zelten leben und die Insel nicht verlassen können.